# 5723 Hudson
5723 Hudson este un asteroid din centura principală de asteroizi.

## Descriere
5723 Hudson este un asteroid din centura principală de asteroizi. A fost descoperit pe 6 septembrie 1986 la Stația Anderson Mesa de Edward L. G. Bowell. El prezintă o orbită caracterizată de o semiaxă mare de 2,27 ua, o excentricitate de 0,24 și o înclinație de 5,6° în raport cu ecliptica.